# Sobralia rondonii
Sobralia rondonii är en orkidéart som beskrevs av Frederico Carlos Hoehne. Sobralia rondonii ingår i släktet Sobralia och familjen orkidéer. Inga underarter finns listade i Catalogue of Life.